# 현대미술가협회
현대미술가협회(現代美術家協會)는 1957년 5월 1일 창립된 대한민국의 미술 단체로, 서양화가들의 모임이다. 창립회원은 김영환(金永煥), 이철(李哲), 김종휘(金鍾輝), 장성순(張成筍), 김청관, 문우식(文友植), 김창렬(金昌烈), 하인두(河麟斗)였다.

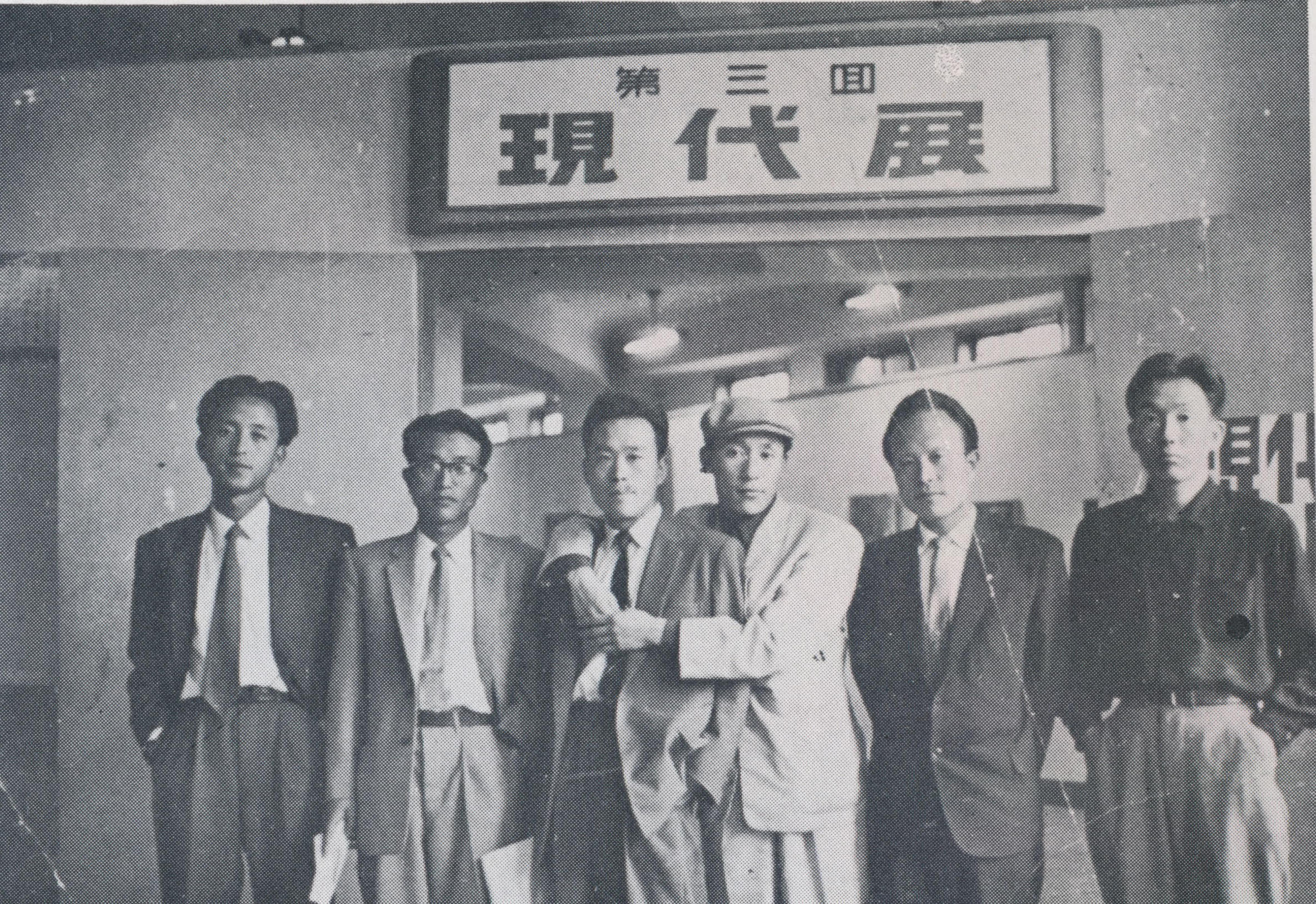
좌로부터 하인두, 장성순, 김창열, 박서보, 전상수, 김청관

대한미술협회와 한국미술가협회의 무의미한 대립·갈등이 국전(國展)을 거점으로 표면화된 데에 회의를 느낀 20대의 의욕있는 젊은 작가들이 앵포르멜의 첨단적인 해외 전위 경향을 이념으로 내세워 1957년 5월 1일부터 5일까지 USIS 화랑에서 제1회전을 가졌고, 이를 계기로 한국에 추상예술이 정착하기 시작하였다. 이들의 회원전 중 1958년 11월 28일 덕수궁 미술관에서 열린 제4회전은 폭발적인 새로운 바람을 일으켰으며, 한국에서의 전위미술의 돌파구를 터 놓았다고 평가된다. 이때 활동한 작가로는 박서보(朴栖甫), 하인두(河麟斗), 김창열(金昌烈), 전상수(田相秀), 김서봉(金瑞鳳), 이양노(李亮魯), 이명의(李明儀), 안재후(安載厚), 장성순(張成筍), 김청관, 나병재(羅丙宰) 조용익(趙容翊) 등이었다. 현대미술가협회는 1961년 제6회전까지 전위예술가다운 의욕과 시위로 다양한 작품활동 및 운동을 추진하였으나 그해 10월 60년 미술협회와 연합전을 갖고 해산되었다.